# Фельтинс-Арена

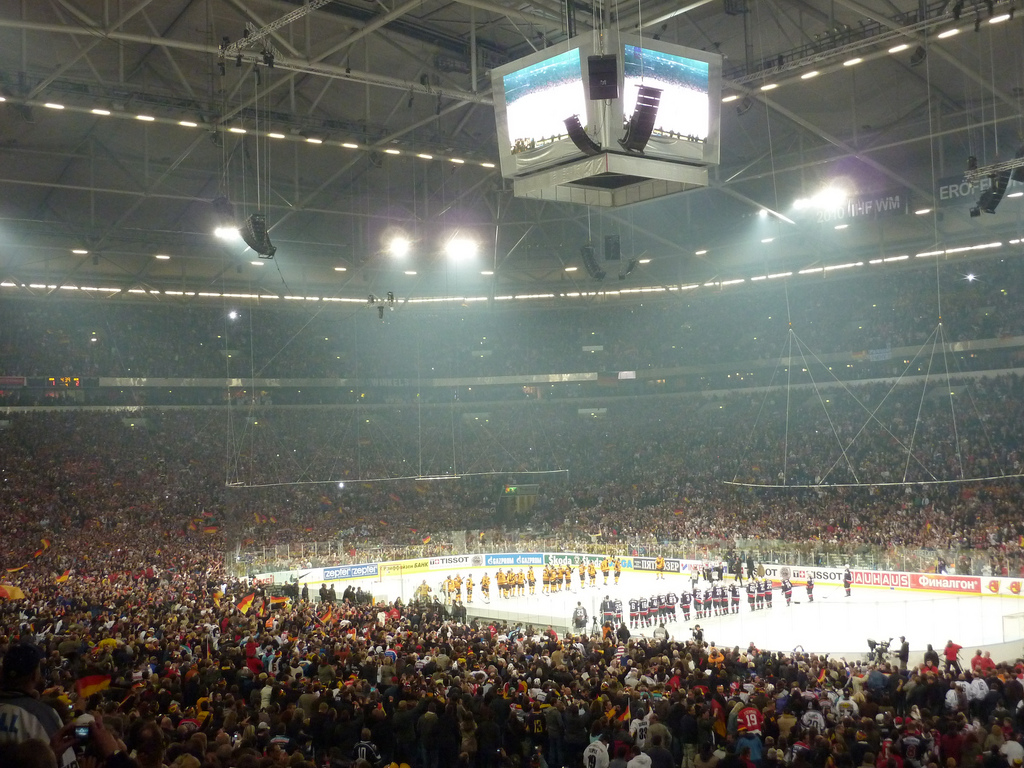
«Фелтинс-Арена»: 77 803 чел. Рекорд посещаемости на матче Германия — (2:1) Чемпионат мира по хоккею с шайбой 2010

«Фе́льтинс-Аре́на» (нем. Veltins-Arena), также известная как «Арена АуфШальке» (нем. Arena AufSchalke) — многофункциональный стадион в немецком городе Гельзенкирхен, домашняя арена футбольного клуба «Шальке 04». С лета 2005 года стадион носит имя немецкой пивоваренной компании Veltins. Стадион принимал матчи чемпионатов мира как по футболу (2006 год), так и по хоккею с шайбой (2010 год).
Одной из особенностей арены является выдвижное поле — в течение четырёх часов оно перемещается на улицу, проходя под юго-западной трибуной, что обеспечивает как лучшие условия для роста газона, так и его сохранность во время разнообразных мероприятий, проходящих на стадионе.
С 2002 года на этой арене проводится World Team Challenge — Рождественская гонка звёзд биатлона. 24 декабря 2010 года из-за сильных снегопадов провалились три из 40 фрагментов мембранного материала, покрывающего крышу. Гонка, намеченная на 30 декабря, была перенесена из-за невозможности обеспечения безопасности зрителей и спортсменов и состоялась в конце марта 2011 года.
В 2004 году стадион принимал финал Лиги чемпионов, где победителем стал португальский «Порту», обыгравший в финале «Монако» со счётом 3:0.
В 2006 году стадион принимал 5 матчей чемпионата мира по футболу, включая четвертьфинал между англичанами и португальцами. В соответствии с правилами ФИФА во время чемпионата мира стадион носил название «Стадион чемпионата мира ФИФА Гельзенкирхен» (англ. FIFA World Cup Stadium Gelsenkirchen).
7 мая 2010 года был проведён матч открытия чемпионата мира по хоккею с шайбой 2010 года между сборными США и Германии. Матч на трибунах стадиона смотрело 77 803 зрителей, тем самым был установлен мировой рекорд по посещаемости матчей хоккея с шайбой. На месте футбольного поля смонтировали хоккейное, что и дало места для размещения более 15 тыс. человек, не включая 60 тыс. трибунных.
Перед началом сезона 2013/14 стадион расширили на 300 мест, после чего он стал вмещать 61 973 человек. Летом 2015 года вместимость была увеличена ещё на 298 мест.

## Матчи чемпионата мира по футболу 2006 года
Нача́ла матчей указаны по местному времени CEST (UTC+2).
| Дата         | Время | Команда 1  | Счёт            | Команда 2           | Стадия     | Зрители |
| 9 июня 2006  | 21:00 | Польша     | 0:2             | Эквадор             | Группа А   | 52,000  |
| 12 июня 2006 | 18:00 | США        | 0:3             | Чехия               | Группа E   | 52,000  |
| 16 июня 2006 | 15:00 | Аргентина  | 6:0             | Сербия и Черногория | Группа C   | 52,000  |
| 21 июня 2006 | 16:00 | Португалия | 2:1             | Мексика             | Группа D   | 52,000  |
| 1 июля 2006  | 17:00 | Англия     | 0:0 (пен.: 1:3) | Португалия          | 1/4 финала | 52,000  |

## Панорама стадиона

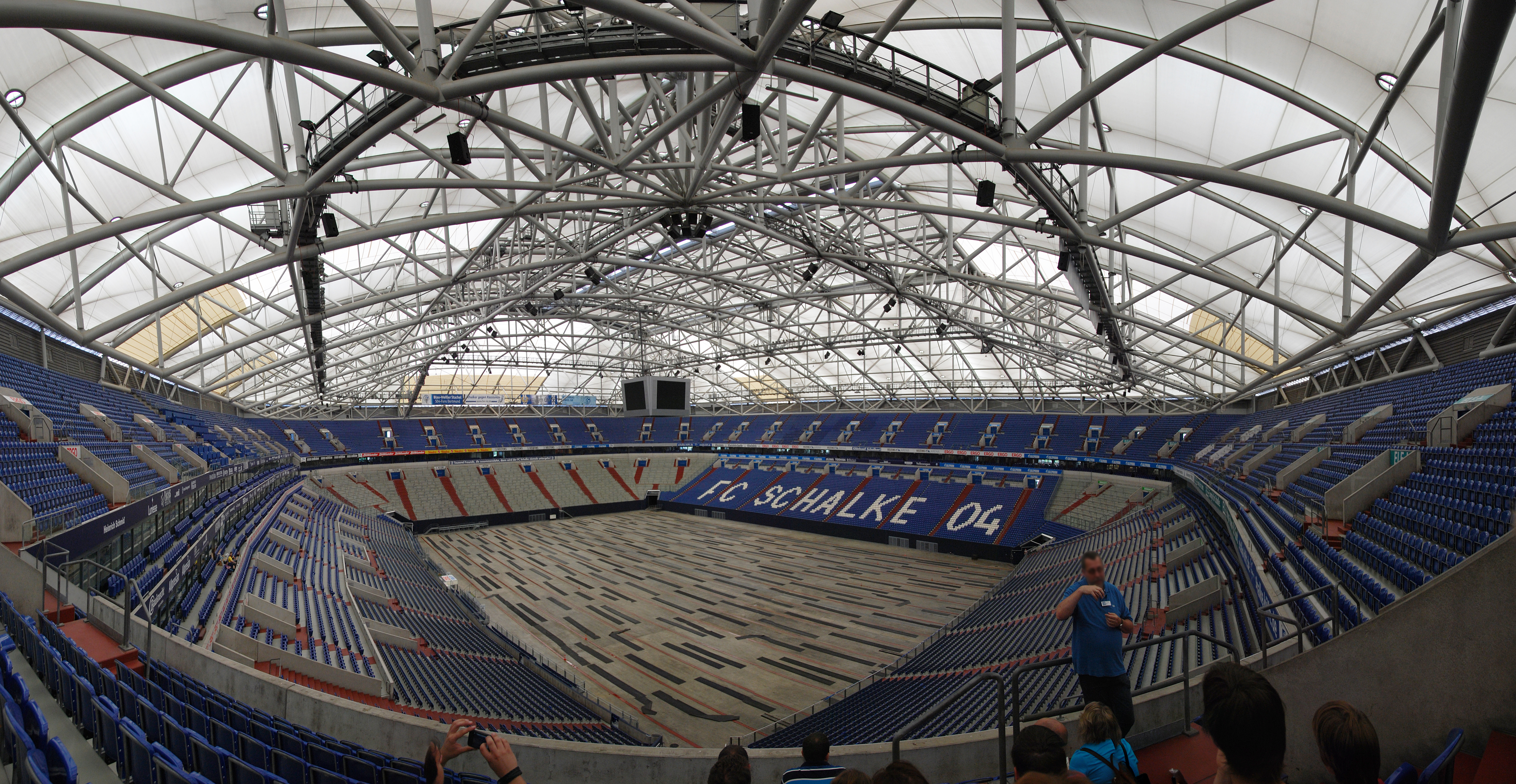
Панорама внутреннего дизайна стадиона S04 Veltins-Arena.

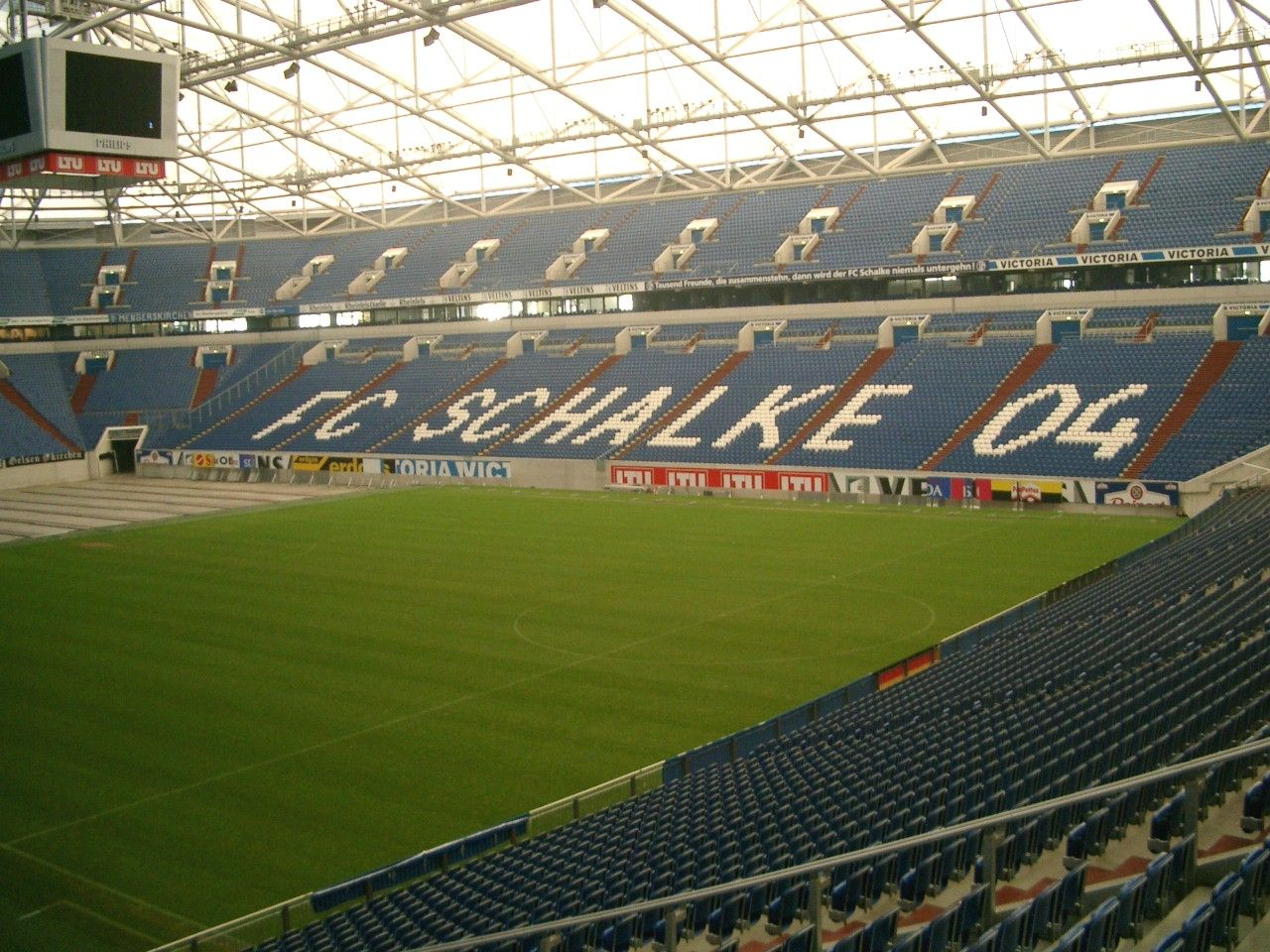
Панорама внутреннего дизайна стадиона S04 Veltins-Arena.

## Матчи чемпионата Европы по футболу 2024 года
Нача́ла матчей указаны по местному времени CEST (UTC+2).
| Дата         | Время | Команда 1 | Счёт           | Команда 2  | Стадия     | Зрители |
| 16 июня 2024 | 21:00 | Сербия    | 0:1            | Англия     | Группа C   | 48,953  |
| 20 июня 2024 | 21:00 | Испания   | 1:0            | Италия     | Группа B   | 49,528  |
| 26 июня 2024 | 21:00 | Грузия    | 2:0            | Португалия | Группа F   | 49,616  |
| 30 июня 2024 | 18:00 | Англия    | 2:1 (доп. вр.) | Словакия   | 1/8 финала | 47,244  |